# Aarón Martín
Aarón Martín Caricol (Montmeló, Barcelona, 22 de abril de 1997), conocido deportivamente como Aarón Martín, es un futbolista español. Juega en la posición de defensa en las filas del Genoa C. F. C. de la Serie A.

## Trayectoria
Perteneció desde sus inicios como futbolista a las categorías inferiores del R. C. D. Espanyol. En 2013 pasó a formar parte del Juvenil A del equipo blanquiazul, para incorporarse a su filial, el Real Club Deportivo Espanyol "B" al inicio de la temporada 2014-15. El 13 de junio de 2016 renovó su contrato con el club hasta el año 2020, ante el interés de varios clubes por hacerse con sus servicios.
Debutó en partido oficial con el primer equipo del Espanyol el 2 de octubre de 2016, en la jornada 7 de la Primera División de España 2016-17 ante el Villarreal C. F. en el RCDE Stadium, saliendo al campo en el minuto 65 en sustitución de José Antonio Reyes.
El 6 de agosto de 2018 el R. C. D. Espanyol hizo oficial la cesión del jugador al 1. FSV Maguncia 05 con obligación de compra si jugaba 10 partidos con el conjunto alemán.
Tras tener cada vez menos minutos, jugando cinco encuentros en el inicio del curso 2020-21, el 31 de diciembre de 2020 firmó por el R. C. Celta de Vigo, regresando así al fútbol español, al que llegó en calidad de cedido hasta final de temporada por el equipo alemán.
Puso fin a su etapa en Maguncia al término de la campaña 2022-23. Entonces, ya como agente libre, decidió probar fortuna en la Serie A después de fichar por el Genoa C. F. C.

## Selección
Aarón ha sido internacional con la selección de fútbol sub-15 y la selección de fútbol sub-19 de España. Formó parte del equipo que ganó el Campeonato de Europa Sub-19 de la UEFA 2015, disputando el encuentro final en Katerini ante la selección rusa.

## Clubes
| Club                         | País     | Año       | Partidos | Goles |
| ---------------------------- | -------- | --------- | -------- | ----- |
| R. C. D. Espanyol "B"        | España   | 2014-2016 | 36       | 1     |
| R. C. D. Espanyol            | España   | 2016-2018 | 66       | 0     |
| 1. FSV Maguncia 05           | Alemania | 2018-2023 | 124      | 6     |
| R. C. Celta de Vigo (cedido) | España   | 2021      | 20       | 0     |
| Genoa C. F. C.               | Italia   | 2023-     | 62       | 0     |

## Palmarés

### Títulos internacionales
| Título          | Equipo (*) | Sede   | Año  |
| --------------- | ---------- | ------ | ---- |
| Eurocopa Sub-19 | España     | Grecia | 2015 |
| Eurocopa Sub-21 | España     | Italia | 2019 |

(*) Incluyendo la selección.